# Violencia doméstica en Rusia
La violencia doméstica es un problema grave en Rusia. Según Human Rights Watch, citando RIA Novosti, hasta 36.000 mujeres y 26 000 niños se enfrentaron a abusos diarios en casa en 2013.Según los datos oficiales de MVD, en 2015 alrededor de 1060 personas murieron de violencia doméstica en Rusia. De ellos, 756 eran hombres y 304 mujeres.Según un estudio independiente de 2.200 mujeres en cincuenta ciudades y pueblos de Rusia, el 70 % ha experimentado al menos una forma de violencia de género en el hogar: física, psicológica, económica o sexual.
El alcoholismo es a menudo un factor, ya que Rusia es una de las naciones más duras del mundo, ocupando el puesto 26 por consumo de alcohol per cápita en 2018.
En enero de 2017, los legisladores rusos votaron, 380-3, para despenalizar ciertas formas de violencia doméstica. Según la nueva ley, los delitos por primera vez que no resultan en "lesionados corporales graves" conllevan una multa máxima de 30.000 rublos, hasta 15 días de arresto administrativo o hasta 120 horas de servicio comunitario.
Según una investigación reciente encargada por la Duma Estatal Rusa, la violencia doméstica tiene lugar en aproximadamente una de cada diez familias rusas. El setenta por ciento de los encuestados informan que han experimentado o están experimentando violencia doméstica: el 80 % son mujeres, con niños y personas mayores que se quedan atrás. Además, en el 77 % de los casos encuestados, la violencia física, psicológica y económica van de la mano. Más del 35 % de las víctimas no acudieron a la policía en busca de ayuda, citando vergüenza, miedo y desconfianza.

## Estadísticas
En los medios de comunicación rusos y otras fuentes, hay estimaciones fundamentalmente diferentes del número de mujeres asesinadas en conflictos domésticos: van desde alrededor de 300 (en los últimos diez años) hasta 14.000.
El 30 de octubre de 2019, durante las audiencias en la Sala Pública de la Federación de Rusia, con referencia al Ministerio del Interior, se publicaron las siguientes cifras: en 2018, 253 mujeres murieron en conflictos familiares y, en general, en la última década, esta cifra fue de unas 300 personas al año.
La publicación de Moskovsky Komsomolets en diciembre de 2019 complementó el panorama general con los datos del Ministerio del Interior para 2016 y 2017. También proporciona cifras para el primer semestre de 2019: 233 hombres y 115 mujeres.